# Myraholmen
Myraholmen est une île norvégienne du comté de Hordaland appartenant administrativement à Osterøy.

## Description
Rocheuse et couverte d'une légère végétation, à fleur d'eau, elle s'étend sur environ 158 m de longueur pour une largeur approximative de 39 m. 